# Transport w Islandii

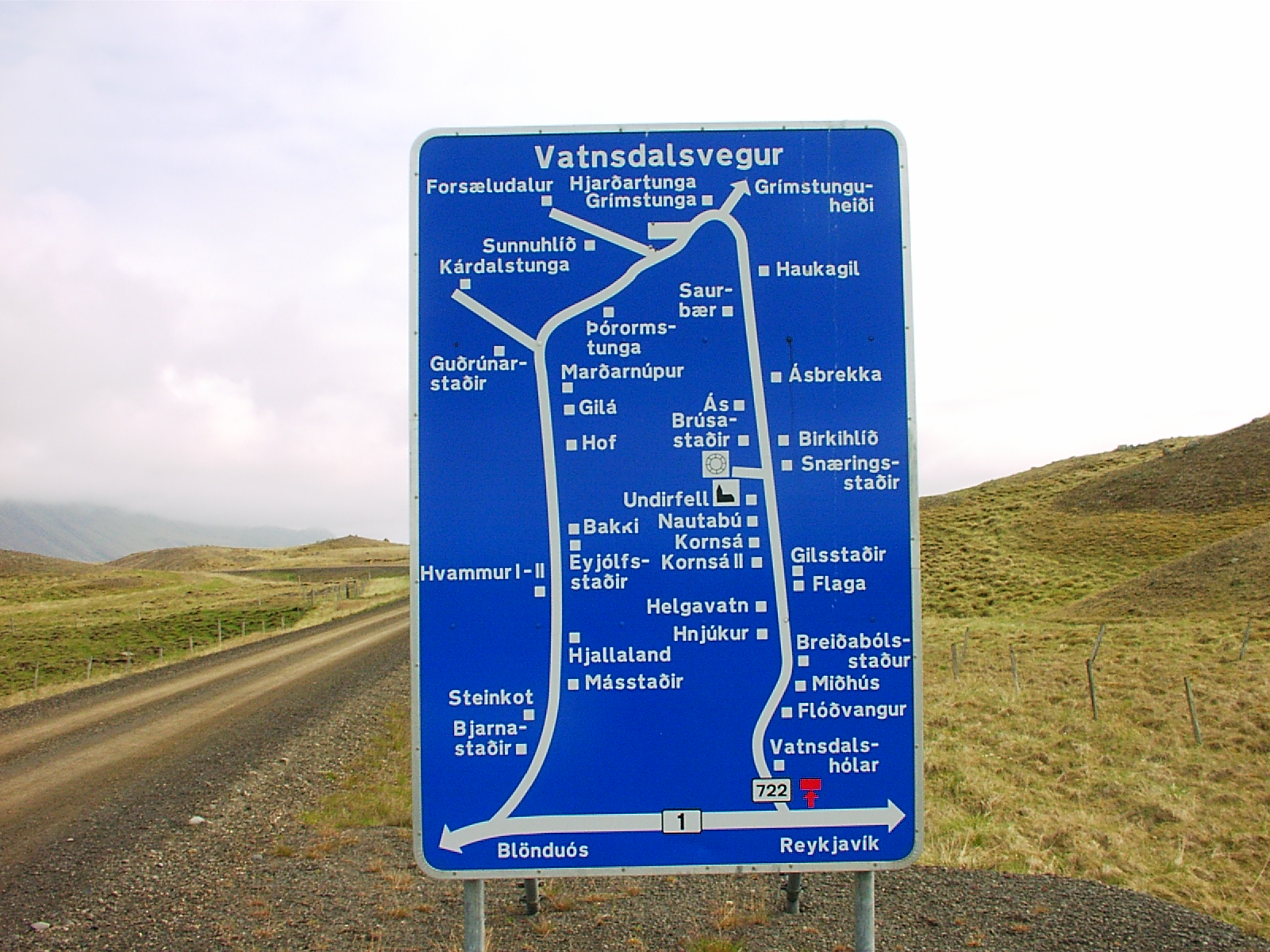
Znak drogowy w Islandii

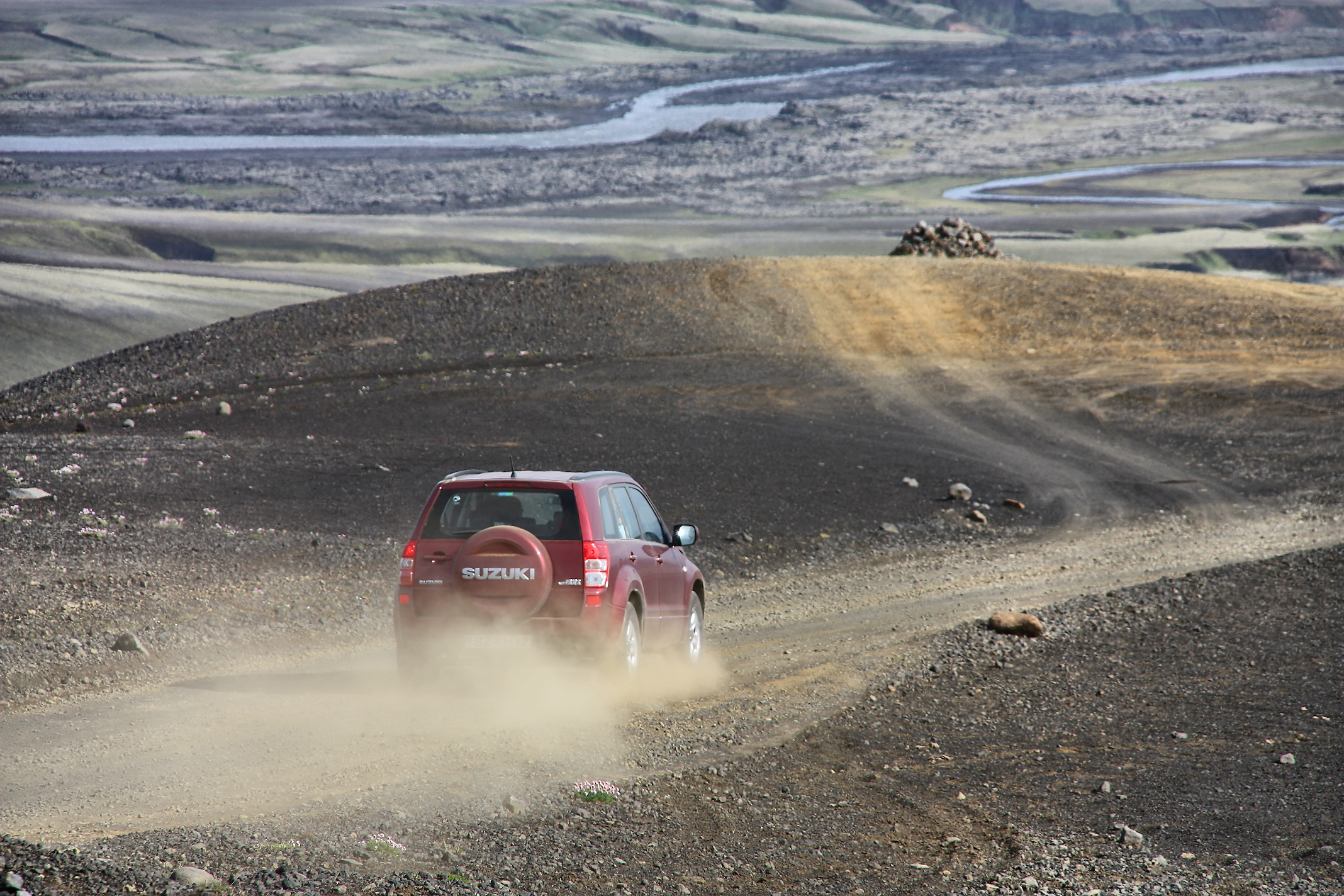
Jazda drogą nieutwardzoną w Islandii

Transport w Islandii – Islandia nie posiada sieci linii kolejowych, natomiast istnieje rozwinięty transport samochodowy oraz żegluga przybrzeżna.

## Transport drogowy
Islandia ma 12 869 km dróg publicznych, z czego 5040 km jest utwardzonych.
W kraju jest 140,4 tys. samochodów osobowych (510 samochodów osobowych na 1 tys. mieszkańców), 1,5 tys. autobusów i 16,6 tys. samochodów ciężarowych (1998).

## Transport lotniczy
Coraz większą rolę odgrywa transport lotniczy.
Islandia ma ponad 90 lotnisk, w tym jedno lotnisko międzynarodowe w Keflavíku oraz 14 innych lotnisk, do których odbywają się loty pasażerskie.
Lotniska obsługują 2,3 mln pasażerów rocznie (2001). Największym jest międzynarodowy port lotniczy Keflavík – 1,2 mln pasażerów (1998), w tym 366 tys. podróżujących tranzytem.
Do Islandii przyjeżdża rocznie, korzystając z transportu lotniczego, ok. 230 tys. cudzoziemców. Przeważają obywatele państw skandynawskich (15%), Amerykanie (9,5%), Niemcy (7%).

## Transport morski
Główne porty znajdują się w Akureyri, Hornafjördur, Ísafjörður, Keflavíku, Raufarhöfn, Reykjavíku, Seyðisfjörður, Straumsvík i Vestmannaeyjar.
Nośność morskiej floty handlowej wynosi 187 tys. BRT (1998), największym portem morskim jest Reykjavík.